# Jakub Martinec
Jakub Martinec, né le 13 mars 1998 à Vysoké Mýto en Tchéquie, est un footballeur tchèque qui évolue au poste de défenseur central au FK Jablonec.

## Biographie

### En club
Né à Vysoké Mýto en Tchéquie, Jakub Martinec commence le football avec le club local du SK Vysoké Mýto puis il est formé par le FC Hradec Králové.
C'est avec ce club qu'il joue son premier match en professionnel, le 8 août 2017, lors d'une rencontre de coupe de Tchéquie face au FC Slovan Velvary. Il est titularisé au milieu de terrain et son équipe s'impose par un but à zéro.
Le 11 août 2020, Jakub Martinec rejoint le FK Jablonec. Il signe un contrat de trois ans, soit jusqu'en juin 2023.
Il joue son premier match sous ses nouvelles couleurs le 23 août 2020, lors de la première journée de la saison 2020-2021 de Fortuna Liga, face au FK Pardubice. Il fait ainsi sa première apparition en première division tchèque et son équipe s'impose par un but à zéro.
Alors qu'il découvre le plus haut niveau du football tchèque, Martinec s'impose directement comme un titulaire dans la défense du FK Jablonec, étant l'un des joueurs les plus utilisés lors de sa première saison.

### En sélection
Jakub Martinec compte un total de deux sélections avec l'équipe de Tchéquie des moins de 17 ans, les deux obtenues en 2014.

## Vie privée
Jakub Martinec est également un amateur de hockey sur glace et révèle en 2021 être un fan du HC Bílí Tygři Liberec.